# 黄沙铺镇
黄沙铺镇，是中华人民共和国湖北省咸寧市通山县下辖的一个乡镇级行政单位。

## 行政区划
黄沙铺镇下辖以下地区：
黄沙社区、晨光村、新屋村、烽火村、中通村、孟垅村、源头村、柏树村、毛扬村、梅田村、泉塘村、下陈村、高槎坪村、上坳村、大地村、西庄村、兰田村、新民村和大幕山村。